# Haematopota toyamensis
Haematopota toyamensis är en tvåvingeart som beskrevs av Watanabe, Kamimura och Takahasi 1976. Haematopota toyamensis ingår i släktet Haematopota och familjen bromsar. Inga underarter finns listade i Catalogue of Life.